# Rynek Sienny (Stettin)
Das Rynek Sienny (lateinisch forum antiquum, deutsch bis 1945 Heumarkt) in der polnischen Stadt Stettin ist Mittelpunkt der historischen Altstadt. Er wurde im 13. Jahrhundert angelegt und ist einer der 4 erhalten gebliebenen Marktplätzen der Stettiner Altstadt (neben Rynek Nowy, Targ Rybny und Plac Orła Białego).

## Geschichte
Der Markt entstand im Mittelalter. Sein Name leitet sich vom Handel mit Heu ab, der hier stattfand. Das Alte Rathaus wurde im 12. Jahrhundert erbaut: zunächst als hölzernes, dann als gemauertes im gotischen Stil. Außerdem stand hier bis ins Jahr 1811 die große, mittelalterliche Pfarrkirche St. Nikolai. Rund um den Platz wurden barocke und gotische Häuser errichtet. Im 17. Jahrhundert wurde das Rathaus im Barockstil umgebaut. Zwischen 1833 und 1835 wurde an der Westfassade das Gebäude der Börse errichtet. Nach 1879 wurde das Alte Rathaus nicht mehr von der Stadtverwaltung genutzt und beherbergte Dienstleistungsbetriebe. Im 19. Jahrhundert wurden einige der barocken Häuser in einem eklektizistischen Stil umgebaut. Während des Zweiten Weltkriegs verursachten die alliierten Bombenangriffe erhebliche Schäden an den Marktgebäuden. Das Rathaus, die Börse und umliegende Mietshäuser wurden niedergebrannt.
Nach dem Zweiten Weltkrieg wurde beschlossen, die Überreste der Häuser und der Börse abzureißen, das Rathaus im gotischen Stil (drei Wände) und im Barockstil (südliche Giebelwand) wieder aufzubauen und den Heumarkt in Rzepichy-Platz umzubenennen (dieser Name blieb bis 1995 in Kraft; es wurde auch der Name Stary Rynek verwendet). Die Westseite wurde durch drei mehrstöckige Wohnblöcke mit Schrägdächern bebaut.
In der zweiten Hälfte der 1990er Jahre begann der Wiederaufbau der Häuser an der Süd- und Westseite; einige der Gebäude erhielten ein ähnliches Aussehen wie vor den Kriegsschäden oder vor den Umbauen im 19. Jahrhundert.

## Lage
3 Straßen führen zu diesem Markt. Dies sind:

Rynek Sienny

- Ulica Sienna
- Ulica Osiek
- Ulica Księcia Mściwoja II

## Bebauung
| Name              | Bild | Erbaut                                        | Denkmalschutz | Beschreibung |
| ----------------- | ---- | --------------------------------------------- | ------------- | --- |
| Altes Rathaus     |      | 15. Jahrhundert                               | ja            | Es wurde im 15. Jahrhundert an der Stelle eines Holzgebäudes aus der Mitte des 13. Jahrhunderts für die Stadtverwaltung errichtet. Nach seiner Zerstörung im Zweiten Weltkrieg wurde es zwischen 1972 und 1975 für das Nationalmuseum in Szczecin wieder aufgebaut. |
| Linsing-Mietshaus |      | 17. Jahrhundert wiederaufgebaut 1996–1999     | nein          | Das barocke Mietshaus wurde nach 1677 nach dem Ende der Krieg zwischen den Schweden und den Brandenburgern erbaut. 1875 ließ der Maurermeister Schinke das Gebäude abreißen und an seiner Stelle ein neues Haus im Neorenaissance-Stil errichten. Zerstört während des Zweiten Weltkriegs. In den Jahren 1996–1999 wurde es in seiner ursprünglichen Form wieder aufgebaut. |
| Mevius-Mietshaus  |      | 17. Jahrhundert wiederaufgebaut 1996–1999     | nein          | Das barocke Mietshaus wurde nach 1677 nach dem Ende der Krieg zwischen den Schweden und den Brandenburgern erbaut. 1888 wurde es abgerissen und durch ein eklektizistisches Haus ersetzt. Zerstört während des Zweiten Weltkriegs. In den Jahren 1996–1999 wurde es in barocker Form wieder aufgebaut.                                                                      |
| Mönisches Haus    |      | 17./18. Jahrhundert wiederaufgebaut 2002–2009 | nein          | Das barocke Haus aus der Wende des 17. und 18. Jahrhunderts. Das Haus wurde 1944 während des Zweiten Weltkriegs zerstört. Wiederaufbau erfolgte in den Jahren 2002–2009. |
| Börse             |      | 1833–1835                                     | nein          | Die Börse wurde bei einem nächtlichen Luftangriff auf Stettin am 16./17. August 1944 teilweise zerstört. Nach 1945 gab es Pläne, das Gebäude für das Arbeitsamt wieder aufzubauen, aber 1951 wurde es abgerissen. Heutzutage befindet sich an ihrer Stelle ein einfacher Wohnblock.                                                                                         |